# Meris cultrata
Meris cultrata là một loài bướm đêm trong họ Geometridae.